# О подражании Христу
«О подражании Христу» (лат. De Imitatione Christi) — католический богословский трактат Фомы Кемпийского. Датой создания считается 1427 год. Иногда также называется 1417 год. Это первое руководство к духовной жизни движения «Нового благочестия», членом которого был Фома Кемпийский.
«О подражании Христу» — одна из самых широко распространённых после Библии христианских книг, выдержавшая свыше пяти тысяч переизданий.
Книга состоит из четырёх разделов, каждый из которых представляет собой подробное руководство к духовной жизни: «Наставления, полезные для духовной жизни», «Наставления ко внутренней жизни», «О внутреннем утешении» и «О таинстве тела Христова».
Фома Кемпийский критикует внешнее благочестие, практикуемое монахами, и призывает к обретению внутреннего мира через самоотречение. Огромное значение в учении Фомы играет таинство Евхаристии как ключевой элемент духовной жизни.

## Предпосылки создания и история

### Предпосылки
Идеал уподобления христовой жизни долгое время был важным элементом христианской теологии и этики. Упоминания этой практики обнаруживаются в ранних христианских документах, таких как Послания апостола Павла.
Блаженный Августин рассматривал уподобление Христу в качестве фундаментальной цели христианской жизни и как средство преодоления первородного греха. Франциск Ассизский верил в физическое и духовное уподобление Христу и проповедовал путь молитвы и бедности по примеру Иисуса, рождённого в нищете и погибшего на кресте. Тема «подражания Христу» существовала также на всех этапах развития Византийской теологии. В XIV веке в книге «Семь слов о жизни во Христе» святоотеческий теолог Николай Кавасила рассматривал жизнь человека во Христе как основную христианскую добродетель.
Будучи крайне недовольным положением дел в церкви, разрушением монашеских традиций и моральным обликом духовенства, нидерландский богослов Герт Гроте создаёт своё движение под названием «Новое благочестие». Движение выступало за возврат к первоначальным практикам христианского учения и очищение Библии от многовековых наслоений. Трактат «О Подражании Христу» был создан в общине «Нового благочестия» и впоследствии распространился по всей Северной Европе. Популярность книги стала падать с концом эпохи Реформации.

### История
Предположительно трактат «О подражании Христу» был написан в Нидерландах между 1418—1427 годами на латинском языке. Авторство доподлинно не установлено, однако ряд источников, включая членов ордена «Нового Благочестия», приписывают создание книги Фоме Кемпийскому. Прижизненные издания, включая оригинал рукописи, также носят его имя.
Джозеф Н. и Тайленд С. Дж. считают, что в анонимности книги «нет ничего удивительного», поскольку автор сам пишет: «Если хочешь что на пользу знать и на пользу чему научиться, желай, чтоб не знали тебя и ни во что не вменяли» (Книга 1, глава II). Уильям С. Кризи также подчёркивает, что автор «О подражании Христу» предпочитает оставаться анонимным: «Не соблазняйся именем писавшего, великую ли, малую ли славу оно имеет между писателями: пусть одна любовь к чистой истине влечет тебя к чтению. Не спрашивай, кто сказал, внимай тому, что сказано» (Книга 1, глава V).
К 1471 году существовало уже больше 750 рукописей, которые распространялись по монастырям. Оригинальный манускрипт 1441 года издания, подписанный Фомой Кемпийским, хранится в Королевской библиотеке Брюсселя. Первая отпечатанная копия книги появилась в Аугсбурге в 1471—1472 годы. К концу XV века было напечатано свыше ста копий и осуществлены переводы на французский, немецкий, итальянский и испанский языки.
Трактат «О подражании Христу» практически сразу получил благожелательные отзывы. Так, Джордж Пикхамер, приор Нюрнберга, в издании 1494 года отметил, что «Ничего более святого, ничего более благочестивого, ничего более религиозного, ничего более душеспасительного вы не можете сделать для христианина, чем подарить ему труд Фомы Кемпийского».
Число известных изданий книги составляет около двух тысяч. 1000 различных изданий представлено в Британском музее. Бюллингенгская коллекция, подаренная Колонье в 1838 году, состоит из четырёхсот различных изданий. Насчитывается 545 латинских и 900 французских изданий. Критическое издание было опубликовано в 1982 году.

### Распространение в России
Первое церковнославянское печатное издание книги Фомы Кемпийского осуществлено типографией Дельского монастыря в 1647 году (современная Южная Румыния) в переводе Ореста Настурела. Из-за дороговизны и редкости книги она распространялась в рукописях. Сегодня сохранилось 29 экземпляров этой книги. Вариант Настурела был в ходу до второй половины XVIII века, пока большое количество архаизмов не сделало его недоступным для понимания читателя.
Вторую попытку перевода предпринял Андрей Белобоцкий в 1686 году и именовалась «О последовании Христу», однако перевод не напечатали.
Также был предпринят ещё ряд попыток перевода: Хрущёвым А. Ф. (1719), Кандорским И. М. (1799), Розановым Ф. Ф. (1780), Багрянским М. И. (1784) и Сперанским М. М. (1819). Перевод графа Сперанского с французского текста на тот момент был самым удачным, и книга выдержала несколько переизданий.
Первый перевод с латинского языка, использующийся по сей день, был осуществлён Победоносцевым К. П. в 1869 году и снабжён предисловием переводчика и примечаниями. С начала 1990-х годов трактат вновь начинает издаваться большими тиражами в России.

## Учение
«О подражании Христу» разделено на четыре книги с подробными инструкциями к богоугодной жизни.

### Книга первая
Первая книга «Подражания» озаглавлена «Наставления, полезные для духовной жизни». В первую главу вынесено название книги: «О подражании Христу и о презрении всей суеты мира» (лат. «De Imitatione Christi et contemptu omnium vanitatum mundi»). «Подражание» сразу дает корневую цитату из Евангелия от Иоанна: «Кто последует за Мною, то не будет ходить во тьме» (Ин 8,12). Первая книга призывает читателя к избеганию соблазнов внешней жизни и сосредоточению на внутренней, отказу от наносного и иллюзорного, сопротивлению искушениям и унынию, к презрению к знаниям, которые не ведут к благочестию и к смирению.
Фома Кемпийский настаивает на важности уединения и молчания: «О, когда бы кто мог вовсе отсечь от себя суетные попечения, об одном спасительном и божественном помышлял бы и всю свою надежду утвердил бы в Боге, какой мир имел бы в себе, какое успокоение!» Фома Кемпийский пишет, что «мир проходит, и похоть его» (1Ин. 2,17) и что следование чувственным желаниям принесёт лишь «бремя совести твоей и рассеяние сердцу» (глава XX). Фома Кемпийский также подчёркивает важность размышлений о смерти и «соблюдения себя на земле странником и пришельцем… ибо не имеем здесь постоянного града (Евр 1,14)» (глава XXIII). В день Страшного суда, пишет Фома Кемпийский, больше радости будет от чистой и простой доброй совести, чем от учёной философии, что утехою будет благочестивое моление, а не сладкое вкушение, что молчанию больше возрадуемся, чем долгим беседам, а святые дела будут значить больше, чем множество изящных речей(глава XXIV).
Фома Кемпийский пишет, что необходимо пребывать верным и ревностным к Богу, стоять в крепкой надежде, что достигнешь победного венца, но беречься гордости. Он приводит в пример суетного человека, разрывающегося между страхом и надеждой, который упал ниц перед алтарём и сказал себе «О, когда бы знал я, что останусь тверд». Внезапно он услышал божественный ответ: «А когда бы знал ты, что стал бы делать? Что стал бы делать тогда, делай теперь, и будешь в безопасности». Тогда человек, утешенный и укреплённый в вере, предал себя воле божественной, и утихло тревожное волнение(глава XXV).

### Книга вторая
Вторая книга «Подражания» называется «Наставления ко внутренней жизни». Она развивает темы первой части и содержит инструкции к обретению внутреннего мира, чистоты сердца, доброй совести. Человек учится управлять своими стремлениями и желаниями, полагается на Божью волю, обретает терпение и любовь Иисуса, пренебрегает комфортом и несёт свой крест. Фома Кемпийский пишет, что когда человек смиряется, «Бог [его] покрывает и избавляет. Смиренного Бог любит и утешает… и по унижению возвышает в славу» (глава II). Фома Кемпийский настаивает на важности чистой совести — «Легко быть умеренным и довольным тому, у кого чистая совесть. Человек на лицо взирает, а Бог на сердце. Человек рассуждает о делах, Бог испытует намерение» (глава VI). Фома Кемпийский пишет, что мы должны полагаться в вере на одного Иисуса, а не на людей: "Не полагай упования, не опирайся на трость ветром колеблемую; ибо всякая плоть — как трава, и всякая слава человеческая — как цвет на траве (1Петр 1,24) (глава VII). Ложное чувство свободы духа и чрезмерная самоуверенность является препятствием для духовной жизни. Фома Кемпийский пишет: «Всегда воздается благодать достойно благодарящему или понимающему благо. У надменного отнимается то, что дается смиренному» (глава X).
Фома Кемпийский пишет, что мы должны полагаться на Бога, а не на себя. Он призывает быть благодарными за «малое», чтобы быть достойными получить большее, рассматривать малейший дар великим, «ибо не малое то, что подаётся от Великого Бога»(Глава X). В последней главе «О царственном пути любого креста» Фома Кемпийский пишет, что «если мы с любовью несём крест, он понесёт и приведёт нас к желанному концу», но с другой стороны, если неохотно несём крест, то бремя себе творим и более отягощаем сами себя, так как терпеть всё равно придётся. Фома Кемпийский полагает, что самостоятельно мы не можем вынести тяжести креста, но если мы положимся на Господа, он пошлёт нам силы (Глава XII).

### Книга третья
Третья книга «О внутреннем утешении» самая длинная. Она написана в форме диалога Иисуса и его учеников.
Иисус говорит, что многие более склонны слушать мир, а не Бога, и следовать желаниям собственной плоти. Он утверждает, что мир обещает временное и скудное, и что эти люди служат миру с великим усердием, в то время как Господь обещает вышнее и вечное, и людские сердца коснеют (глава III). Иисус говорит: «Уповающий на меня не возвратится тощ. Что обещал Я, дам; что сказал, исполню, если только пребудет человек до конца верен в любви моей» (Глава III).
Усовершенствование и совершенство для человека состоит в том, что он себя приносит от всего сердца в жертву воли Божией и не спрашивает, что его — ни в малом, ни в великом, ни во времени, ни в вечности (глава XXV). Иисус призывает не беспокоиться о будущем — «Да не смущается сердце твоё и не устрашится» (Ин 14,27).Иисус наставляет учеников, что напрасно и бесполезно смущаться или радоваться о том, что ещё в будущем, и что когда человек думает, что Иисус покинул его, часто в то самое время Он к человеку ближе. Иисус призывает не судить по внушению настоящего чувства, будто пропала всякая надежда на избавление. (Глава XXX)
Джозеф Тайленд резюмирует, что центральная тема третьей книги заключается в главе 56: «Сын мой, чем дальше себя оставишь, тем больше в Меня обратишься. Кто не желает внешнего, тот обретает внутренний мир, и кто отрекается от себя внутренне, тот соединяется с Богом». Иисус учит: «Иди по мне: Я есмь путь, и истина, и жизнь (Ин. 14;6). Без пути нет хождения, без истины нет познания, без жизни нет бытия. Я есмь путь, по которому ты следовать должен, истина, в которую должен верить, жизнь, которой должен надеяться» (Глава XLI).

### Книга четвёртая
Четвёртая книга «Подражания» «О таинстве тела Христова» написана также в форме диалога Иисуса с учениками. Фома Кемпийский пишет, что в таинстве Христовом изливается духовная благодать, восстанавливается душе утраченная сила и искаженная грехом красота возвращается (глава I).
Иисус говорит, что чем скорее человек предаст себя всем сердцем Богу и перестанет искать то того, то другого по своей воле и хотению, но всей душой положит себя в Боге, — он тотчас почувствует себя в умирении и в соединении с Богом. Иисус продолжает: «Ничто по душе тебе не будет, ничто не будет приятно, кроме того, что угодно воле Божественной» (глава XV). Иисус также подтверждает своё учение: "Кто не отрешится от всего, что имеет, не может быть моим учеником (Лк. 14,33)(глава VIII).
О таинстве Иисус говорит: «Отчисти ветхий квас свой и прибери жилище своего сердца. Вон изгони все, что от века сего, и укроти всякое смятение пороков (глава XII). Иисус говорит, что нет приношения достойней и нет оправдания совершенней к очищению грехов, как принести себя самого Богу в чистоте и целости, в приношении Тела Христова на литургии и в приобщении» (глава VII).

## Влияние
«О подражании Христу» — самая значительная работа в католическом христианстве и наиболее распространённый богословский трактат после Библии. Также ни одна книга кроме Библии не была удостоена стольких переводов как «О подражании Христу».
Этой книгой восхищались такие мыслители как Томас Мор, лорд-канцлер и известный гуманист, отдавший свою жизнь во время антикатолических погромов в Великобритании во время царствования Генриха VIII, Игнатий де Лойола, основатель Общества Иисуса (ордена иезуитов), американский католических монах двадцатого столетия Томас Мертон. «О подражании Христу» вдохновляла бесчисленное количество людей, как католиков, так и протестантов. Она также является официально признанным трудом среди иезуитов.
Джон Уэсли и Джон Ньютон, основатели методизма, называют «О подражании Христу» книгой, которая оказала значительно влияние на их учение. Генерал Чарльз Гордон брал с собой томик во время битв.
Филиппинский учёный и национальный герой Хосе Рисаль читал «О подражании Христу» во время своего заключения в Форте Сантьяго в Маниле незадолго до того, как испанское колониальное правительство казнило его 30 декабря 1896 года как мятежника.
Свами Вивекананда, индуистский философ XIX столетия и основатель Общества веданты, проводил множество параллелей между учением «О подражании Христу» и Бхагавад-Гитой. Вивекананда перевёл трактат в 1899 году и написал к нему предисловие. Он всегда носил с собой копии «О подражании Христу» и «Бхагавад-гиты». Религиозный писатель Экнат Эсваран сравнивает учение Фомы Кемпийского с Упанишадами.
«О подражании Христу» оказало значительное влияние на духовную жизнь Терезы из Лизьё, которая использовала книгу для молитв и цитировала в собственных сочинениях. Тереза в молодости была так привязана к этой книге, что в любой момент могла по памяти воспроизвести из неё любой отрывок.
Теолог Шэйлор Мэттьюс считал, что «О подражании Христу» представляет собой точное описание Христа из Евангелий и даёт объективную трактовку изречений Иисуса. Он также писал: «В течение многих веков люди вдохновлялись жертвенностью, смирением и предельно честным самоанализом в книге Фомы Кемпийского. Тот, кто никогда не попадал под его влияние, упустил нечто, что могло бы сделать его скромнее и амбициозней в чистоте собственной жизни».

## Критика
Теолог Ханс Урс фон Бальтазар писал: «Книга отвергает не только всякий спекулятивный элемент схоластики, но также и мистицизма, в то же время абстрагируется от красочной многообразности Библии и — так как она написана для тех, кто отвернулся от мира — пренебрегает миром во всём его богатстве как полем для христианской активности… Вместо открытости миру в духе Екатерины Сиенской, здесь подавленность и меланхолия, предупреждения об опасности мира, иллюзий эгоизма, опасностей спекуляций и активного апостольства. В этой перспективе даже подражание Христу не становится главной темой. Здесь нет и упоминания о посреднической роли Богочеловека, о доступе через Христа, в Святом Духе, к Отцу Небесному. Следовательно, не рассматриваются и таинства Церковные. Человек остается в неведении, что его любовь к Богу может быть выражена только через любовь к ближнему и апостольство. Всё, что остаётся — лишь бегство от мира, в который пришел Христос».
Фридрих Ницше утверждал, что это «одна из книг, которую я не могу держать в руках без физиологической реакции: от неё исходит аромат Вечной женственности, который более подходит французам или вагнерианцам».
Негативное отношение к трактату наблюдается и в Православной церкви среди богословов и подвижников благочестия. Например, святитель Игнатий (Брянчанинов) утверждает, что книга Фомы Кемпийского написана им в состоянии самообольщения и прелести, называемым в святоотеческом учении «мнением». Именно в таком духовном состоянии человек сочиняет себе тесное дружество с Иисусом, внутреннюю беседу с Ним, таинственные откровения. Наиболее ёмкая оценка этой книги дана у святителя Игнатия в диалогах старца с учеником:

Некоторый помещик, воспитанный в духе Православия, коротко знавший так называемый большой свет, то есть мир в высших слоях его, увидел однажды книгу „Подражание“ в руках дочери своей. Он воспретил ей чтение книги, сказав: „Я не хочу, чтоб ты последовала моде и кокетничала пред Богом“. Самая верная оценка книге.
— Игнатий (Брянчанинов)